# St.-Marien-Kirche (Jarmen)

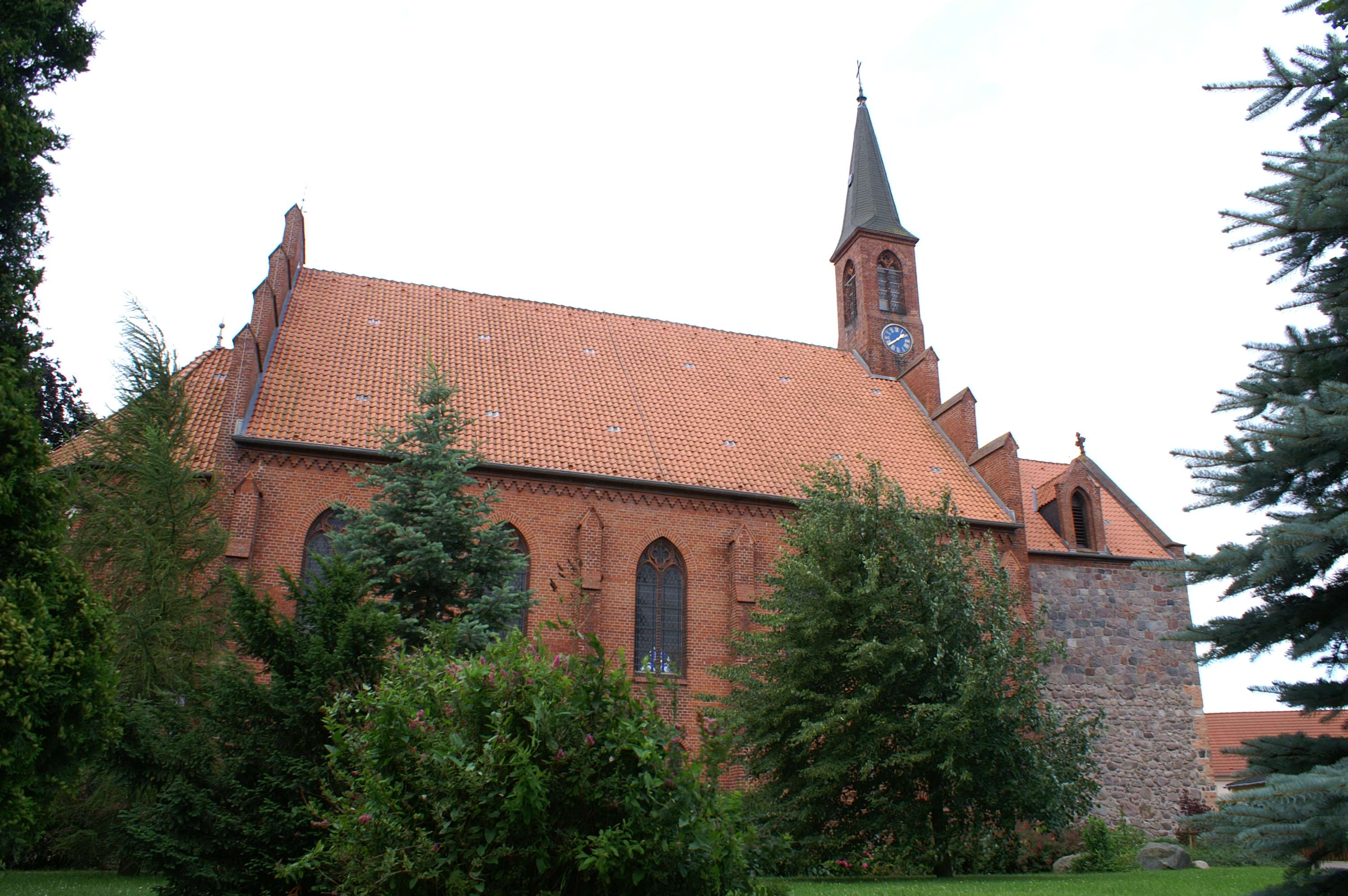
St.-Marien-Kirche Jarmen

Die evangelische St.-Marien-Kirche in Jarmen wurde in den Jahren 1863 bis 1864 unter Beteiligung des Architekten Friedrich August Stüler gebaut.

## Geschichte

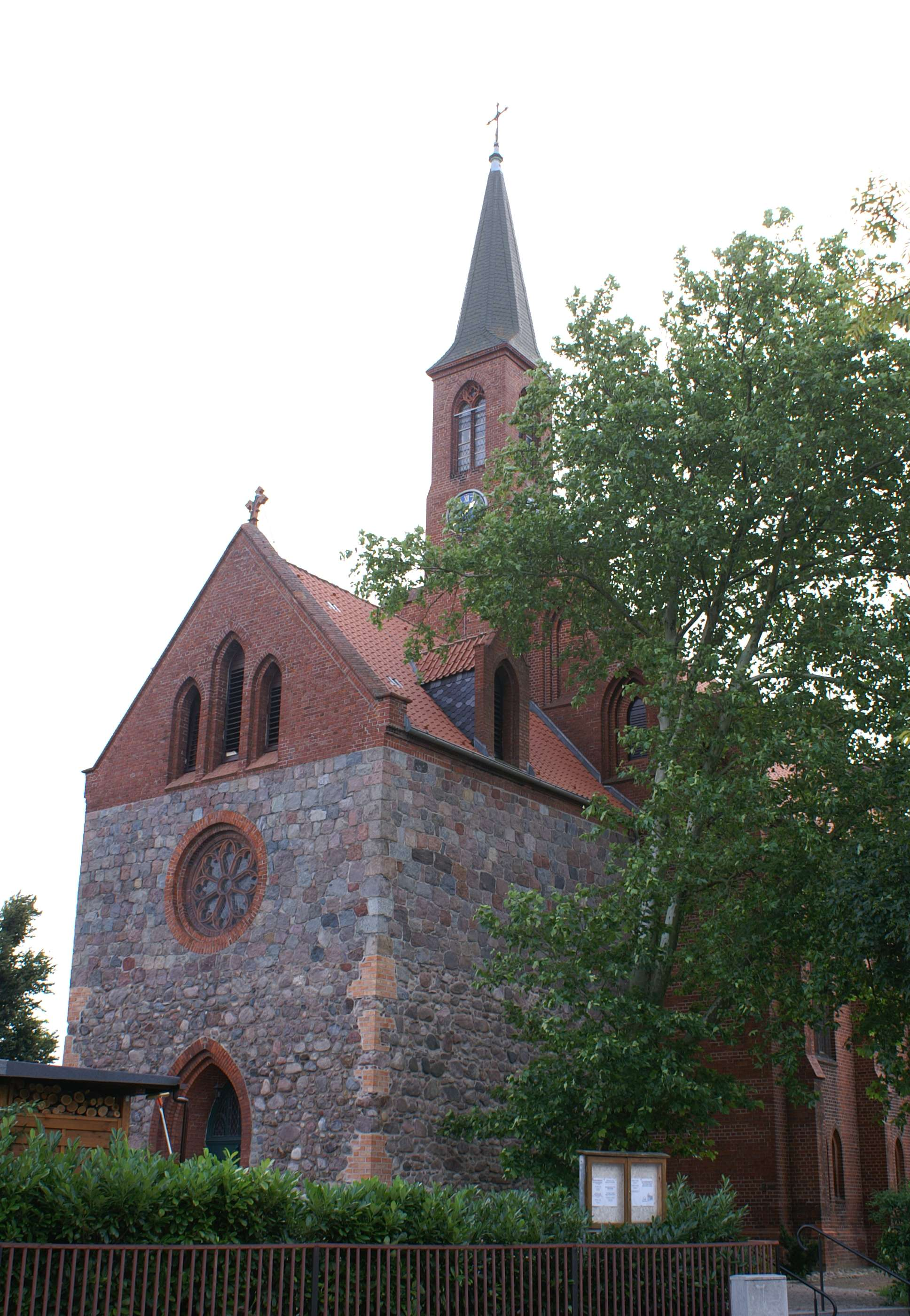
Vorhalle und Turm

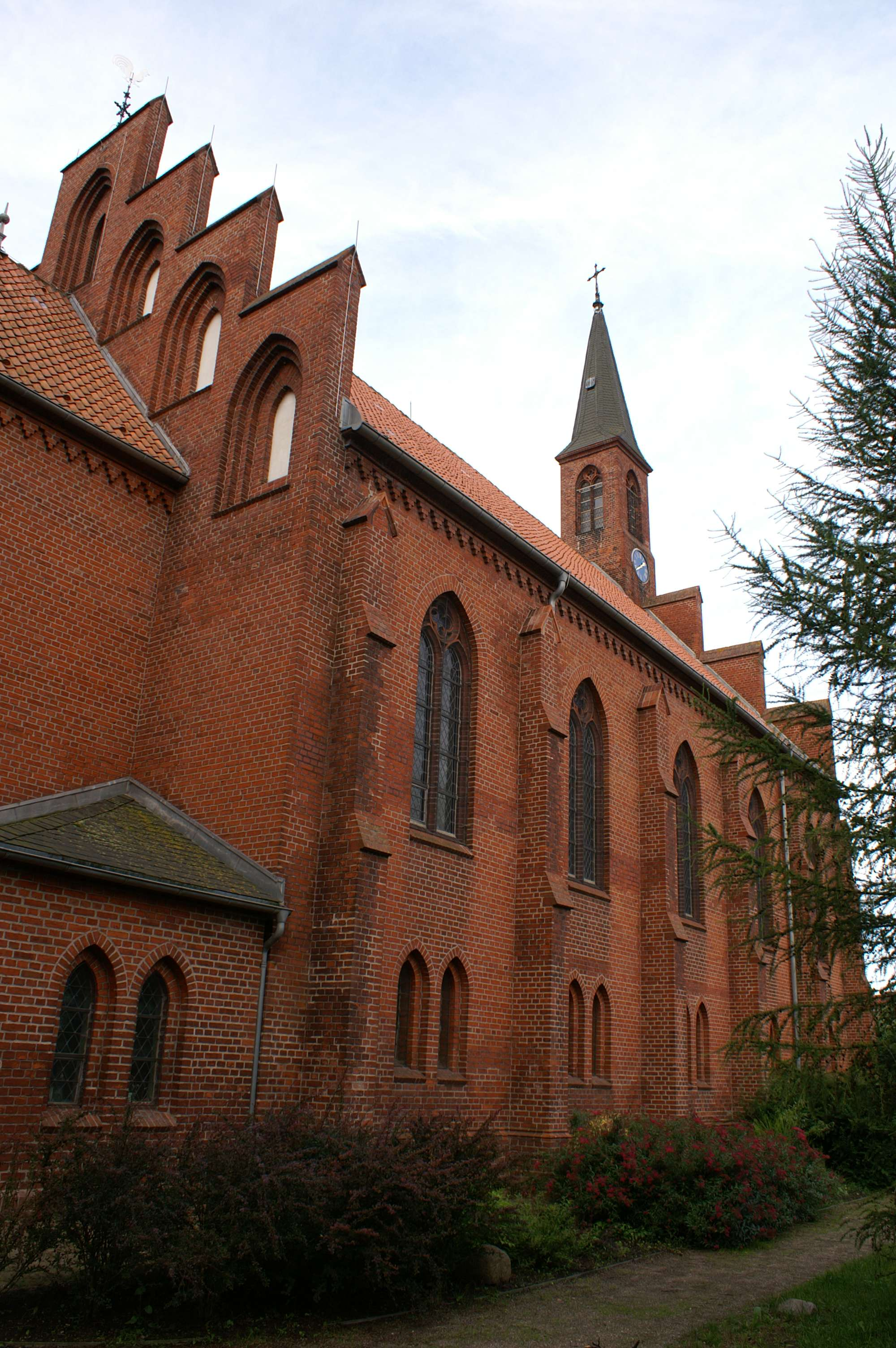
Nordseite

Die Errichtung einer christlichen Parochie mit der Hauptkirche in Jarmen wird für den Zeitraum zwischen 1249 und 1269 angenommen. Die erste urkundliche Erwähnung der Jarmener Kirche stammt vom 8. Februar 1339. Damals schenkte Herzog Barnim III. das Patronat über die St.-Marien-Kirche dem Kloster Michelsberg in Bamberg.
Stadtbrände, zuletzt 1839, zogen auch die Kirche in Mitleidenschaft. Der preußische König Friedrich Wilhelm IV., der Jarmen am 18. Oktober 1856 besucht hatte, stiftete für den Neubau der St.-Marien-Kirche 2.000 Taler. Der Plan soll durch den Schinkel-Schüler Friedrich August Stüler überarbeitet worden sein. Die alte Kirche wurde abgetragen, nur das Untergeschoss des mittelalterlichen Feldsteinturmes wurde als Vorhalle behalten. Die Kirche wurde 1863 eingeweiht. 
Seit 1998 ist die St.-Marien-Kirche Jarmen eine der sieben Kirchen und Kapellen der Kirchgemeinde Jarmen-Tutow.

## Beschreibung
Das Kirchenschiff ist als Backsteinsaal in neugotischen Formen ausgeführt. Es besitzt Stufengiebel und hat am Westgiebel ein Glockentürmchen. Die Glocke aus dem Jahr 1409 ist eine der ältesten pommerschen Kirchenglocken. Der Polygonchor und der Saal besitzen einen umlaufenden Treppenfries und gestufte Strebepfeiler.
Im Saal erwecken hölzerne Stützen mit Arkadenstellung den Eindruck einer dreischiffigen Kirche. Die mittlere Holzdecke ist satteldachförmig angehoben. Die Seiten der mit geschnitzten Maßwerkformen versehenen Decke sind dagegen flach. Der Polygonchor wird von einem Rippengewölbe überspannt.
Drei Fenster mit Glasmalereien im Chor stammen von Ferdinand Müller (1848–1916) aus Quedlinburg. Die 1912 gestifteten Fenster zeigen die Verkündigung, die Geburt und die Auferstehung Christi.
Die Kirche besitzt eine Grüneberg-Orgel von 1911. Der untere, erhaltene Teil einer Granitfünte, eines Taufbeckens, wird um 1300 datiert.